# Ntungamo
Ntungamo ist eine Stadt im Südwesten Ugandas nahe der Grenze zu Ruanda mit 13.320 Einwohnern.
Sie ist die Hauptstadt des gleichnamigen Distrikts Ntungamo.
Die Stadt besitzt lediglich eine befestigte Straße.

## Persönlichkeiten
- Yoweri Kaguta Museveni (* 1944), amtierender Präsident Ugandas